# Puquelara
Puquelara ist eine osttimoresische Aldeia im Suco Dato (Verwaltungsamt Liquiçá, Gemeinde Liquiçá). 2015 lebten in der Aldeia 1108 Menschen.

## Geographie
Puquelara liegt im Nordosten des Sucos Dato. Südlich liegt die Aldeia Hecar und nördlich die Aldeia Leopa. Im Westen grenzt Puquelara an den Suco Loidahar und im Osten an den Suco Maumeta. Die Grenze zu Maumeta bildet der Fluss Gularkoo. Von Norden reicht die Gemeindehauptstadt Vila de Liquiçá in die Aldeia hinein. Nach Süden hin wird die Besiedlung dünner.

## Politik
2023 wurde Luizinho Correia dos Santos zum Chefe de Aldeia gewählt.